# Armorial des familles basques (Las - Lez)
Cet article décrit l'armorial des familles basques par ordre alphabétique et concerne les familles dont les noms commencent par les lettres « Las » successivement jusqu’à « Lez ».

## Las
Famille La salle (Bayonne) :
| Blason | Blasonnement : Écartelé, aux 1 et 4 d'or une crosse de gueules à dextre et une épée d'azur à senestre ; aux 2 et 3 d'argent à trois merlettes de sable 2 et 1. Note : Les blasonnements de cette page sont tous issus de cet ouvrage qui cite également d'autres sources. |

Famille La salle (Jean) (Bayonne) :
| Blason | Blasonnement : De sinople à trois mâcles d'argent. Note : Les blasonnements de cette page sont tous issus de cet ouvrage qui cite également d'autres sources. Commentaires : Jean La Salle, écuyer, reçut d'office ces armes en 1701. |

Famille La salle (Briscous) :
| Blason | Blasonnement : D'or au griffon de gueules. Note : Les blasonnements de cette page sont tous issus de cet ouvrage qui cite également d'autres sources |

Famille Lasalle (Saint-Palais) :
| Blason | Blasonnement : D'argent au lion passant de sable (Alzumberraute). Alias : d'argent à la croix de gueules, et un lion d'azur brochant (Saint-Palais). Alias : d'or à la croix de gueules et un lion d'azur brochant, et une bordure de sable chargée de quatre besants d'argent. Note : Les blasonnements de cette page sont tous issus de cet ouvrage qui cite également d'autres sources |

Famille Lascoain (Irun) :
| Blason | Blasonnement : Parti, au 1 d'or au chêne de sinople, au sanglier de sable appuyé contre le tronc ; au 2 d'argent à huit tourteaux de gueules. Alias : écartelé, aux 1 et 4 d'argent à l'aigle de gueules ; aux 2 et 3 d'azur à une fleur de lys d'argent. Note : Les blasonnements de cette page sont tous issus de cet ouvrage qui cite également d'autres sources Commentaires : Maison d'Irun qui essaima à Anzuola, Bergara, Eibar, Placencia. |

Famille Lasquibar (Guipuscoa) :
| Blason | Blasonnement : D'or au chêne de sinople, au loup de sable appuyé contre le tronc ; à la bordure d'azur chargée de cinq fleurs de lys d'or. Note : Les blasonnements de cette page sont tous issus de cet ouvrage qui cite également d'autres sources Commentaires : Maison noble à Irura, près de Tolosa. Preuves de noblesse en 1711, 1714 et 1775. |

Famille Lassa (Saint-Étienne-de-Baïgorry) :
| Blason | Blasonnement : Parti, au 1 d'azur à trois coquilles d'argent posées en pal ; au 2 d'or à deux fasces de gueules. Note : Les blasonnements de cette page sont tous issus de cet ouvrage qui cite également d'autres sources, Commentaires : Ancienne baronnie dont il est fait mention dans le testament de Jeanne de Lasse, vicomtesse d'Echauz, en date du 14 décembre 1599. |

Famille Lastagaray (Basse-Navarre) :
| Blason | Blasonnement : Écartelé, aux 1 et 4 d'or à trois bandes de gueules chargées chacune d'une cotice d'hermines ; aux 2 et 3 d'argent au sanglier passant de sable. Note : Les blasonnements de cette page sont tous issus de cet ouvrage qui cite également d'autres sources |

Famille Lastaun (Basse-Navarre) :
| Blason | Blasonnement : D'azur au chevron d'or accompagné de trois coquilles du même, 2 et 1. Note : Les blasonnements de cette page sont tous issus de cet ouvrage qui cite également d'autres sources, Commentaires : Maison noble en Cize. Sans de Laztaun est cité en 1276. |

Famille Lastiri (Vallée du Baztan) :
| Blason | Blasonnement : Coupé : au 1 d'argent au loup de sable sur une onde d'azur et d'argent ; au 2 d'argent à la fleur de lys d'azur. Note : Les blasonnements de cette page sont tous issus de cet ouvrage qui cite également d'autres sources, Commentaires : Maison noble à Erratzu. |

Famille Lastorsa (Lecumberry) :
| Blason | Blasonnement : Losangé d'argent et de gueules. Note : Les blasonnements de cette page sont tous issus de cet ouvrage qui cite également d'autres sources |

## Lat
Famille Latadia (Vallée du Baztan) :
| Blason | Blasonnement : Échiqueté d'argent et de sable. Note : Les blasonnements de cette page sont tous issus de cet ouvrage qui cite également d'autres sources Commentaires : Maison noble d'Arizkun, qui porte les armes de la vallée. |

Famille Latasa (Vallée du Baztan) :
| Blason | Blasonnement : D'argent à la fasce de gueules accompagnée de deux loups de sable, armés et lampassés de gueules, un en chef, l'autre en pointe ; à la bordure de gueules chargée de quatorze flanchis d'or. Alias : écartelé, aux 1 et4 d'argent au lion rampant de sable ; aux 2 et 3 de gueules au loup au naturel. Note : Les blasonnements de cette page sont tous issus de cet ouvrage qui cite également d'autres sources |

Famille Latodi (Vallée du Baztan) :
| Blason | Blasonnement : Échiqueté d'argent et de sable. Note : Les blasonnements de cette page sont tous issus de cet ouvrage qui cite également d'autres sources Commentaires : Maison noble de Maya de Baztan. |

## Lau
Famille Laur (De) (Bayonne) :
| Blason | Blasonnement : D'or au rameau de laurier de sinople mouvant du flanc senestre de l'écu. Note : Les blasonnements de cette page sont tous issus de cet ouvrage qui cite également d'autres sources. |

Famille Laurencin (De) (Bilbao) :
| Blason | Blasonnement : De sable au chevron d'or accompagné de trois étoiles d'argent. Note : Les blasonnements de cette page sont tous issus de cet ouvrage qui cite également d'autres sources. Commentaires : Famille de la région de Lyon, établie à Bilbao au début du XVIIIe siècle. |

Famille Laurnaga (Vallée du Baztan) :
| Blason | Blasonnement : Échiqueté d'argent et de sable. Note : Les blasonnements de cette page sont tous issus de cet ouvrage qui cite également d'autres sources Commentaires : Maison noble à Irurita. Porte les armes de la vallée. |

Famille Laussat (Bayonne) :
| Blason | Blasonnement : D'azur à la tour crénelée de cinq pièces d'or, ajourée du champ, soutenue de deux lions affrontés d'argent et accompagnés en chef de trois coquilles aussi d'argent rangées en fasce. Note : Les blasonnements de cette page sont tous issus de cet ouvrage qui cite également d'autres sources. |

## Lav
Famille La Vilette (Bayonne) :
| Blason | Blasonnement : D'or au lion de gueules ; un chef d'azur chargé de deux molettes d'or. Note : Les blasonnements de cette page sont tous issus de cet ouvrage qui cite également d'autres sources. |

Famille La Voye (Bayonne) :
| Blason | Blasonnement : D'or à trois massues d'or appointées et mouvantes de la pointe de l'écu ; un chef cousu de gueules à un croissant d'argent accosté de deux étoiles d'or. Note : Les blasonnements de cette page sont tous issus de cet ouvrage qui cite également d'autres sources. Commentaires : * Il y a là non-respect de la règle de contrariété des couleurs : ces armes sont fautives (or/or). |

## Lax
Famille Laxague (Basse-Navarre) :
| Blason | Blasonnement : Écartelé aux 1 et 4 d'argent au lion de gueules ; aux 2 et 3 de sable au lion de pourpre. Note : Les blasonnements de cette page sont tous issus de cet ouvrage qui cite également d'autres sources,. |

## Laz
Famille Lazarraga (Guipuscoa) :
| Blason | Blasonnement : D'or au cerf au naturel dans un champ de blé fermé de sinople, la tête contournée regardant une aigle de sable posée sur ses épaules ; à la bordure d'argent chargée de huit mouchetures d'hermines de sable. Note : Les blasonnements de cette page sont tous issus de cet ouvrage qui cite également d'autres sources Commentaires : Le lignage de Lazarraga, avec celui de Uribarri, fut l'un des premiers à peupler la ville de Oñate. Les armes d'origine ne comportaient que l'aigle. À la suite de leur victoire sur les Uribarri qui avaient un cerf dans leurs armes, les Lazarraga transformèrent les leurs comme ci-dessus. |

Famille Lazartuzabal (Saint-Jean-Pied-de-Port) :
| Blason | Blasonnement : De... au chevron de... accompagné de trois coquilles de... Note : Les blasonnements de cette page sont tous issus de cet ouvrage qui cite également d'autres sources NOTE : Ce blasonnement est incomplet et/ou incohérent. |

Famille Lazcaibar (Navarre) :
| Blason | Blasonnement : D'argent au lion rampant de gueules accosté de deux feuilles de peuplier du même. Note : Les blasonnements de cette page sont tous issus de cet ouvrage qui cite également d'autres sources Commentaires : Famille de Villafranca, près de Tudela qui essaima en Guipuscoa, à Beasain, Tolosa et Donostia. |

Famille Lazcano (Guipuscoa) :
| Blason | Blasonnement : D'azur à une bande d'or engoulée de deux têtes de dragons d'argent, accompagnée en chef d'un croissant contourné d'argent et en pointe d'une étoile d'or. Alias : parti, au 1 de gueules à une bande d'or engoulée de deux têtes de dragons du même, accompagnée en chef d'une demi-lune et d'une étoile, aussi d'or, et en pointe de cinq feuilles de peuplier d'argent surmontant deux chaudrons de sable et un chardon de sinople ; à la bordure d'or chargée de huit étoiles d'azur ; au 2 de gueules à une fleur de lys d'argent et deux chaudrons de sable, et une bordure constituée des chaînes de Navarre d'or. Note : Les blasonnements de cette page sont tous issus de cet ouvrage qui cite également d'autres sources, Commentaires : Très ancien lignage du parti de Oñate, dont la maison d'armes se trouve à Lazcano, près de Tolosa, dont elle prit le nom. |

Famille Lazoain (Irun) :
| Blason | Blasonnement : Écartelé, aux 1 et 4 d'argent à l'aiglette de gueules ; aux 2 et 3 d'azur à une fleur de lys d'argent. Note : Les blasonnements de cette page sont tous issus de cet ouvrage qui cite également d'autres sources Aiglettes. Terme dont on se sert, lorsqu'il y a plusieurs aigles dans un écu. Elles y paraissent avec bec et jambes, et sont fort souvent becquées et membrées d'une autre couleur que l'émail de leur corps. L'aigle, même seule, est quelquefois nommée Aiglette lorsqu'elle est posée sur une pièce honorable, et qu'elle n'occupe pas la partie la plus apparente de l'écu. d'après l'Alphabet et figures de tous les termes du blason (L.-A. Duhoux d'Argicourt — Paris, 1899). |

## Lea
Famille Leabide (Vallée du Baztan) :
| Blason | Blasonnement : Échiqueté d'argent et de sable. Note : Les blasonnements de cette page sont tous issus de cet ouvrage qui cite également d'autres sources Commentaires : Maison noble de Lekaroz, du nom de Larremunoa. Reconnaissance de noblesse en 1736. |

Famille Leache (Suso) (Navarre) :
| Blason | Blasonnement : D'argent à deux loups passants de sable, armés de gueules et posés en pal ; à la bordure de gueules chargée de treize flanchis d'or. Note : Les blasonnements de cette page sont tous issus de cet ouvrage qui cite également d'autres sources ; Commentaires : Armes du palacio de Leache de Suso. |

Famille Leache (Viejo) (Navarre) :
| Blason | Blasonnement : D'argent à six maillons de chaîne de sable en forme de E et affrontées deux à deux ; à la bordure d'argent chargée de huit écussons de gueules, chargés chacun de deux fasces d'or (alias : deux bandes d'or). Note : Les blasonnements de cette page sont tous issus de cet ouvrage qui cite également d'autres sources ; Commentaires : Armes du palacio de leache el viejo. |

## Lec
Famille Lecaroz (Vallée du Baztan) :
| Blason | Blasonnement : Écartelé, au 1 d'or à l'arbre de sinople et deux sangliers affrontés au naturel surmontés d'une étoile de gueules, passants au pied de l'arbre ; au 2 d'or à l'arbre de sinople accosté de deux fleurs de lys d'azur ; coupé d'argent à trois flèches de sable croisées et attachées de gueules ; au 3 échiqueté d'argent et de sable au 4 d'or à l'arbre de sinople et deux loups de sable passants au pied du tronc. Note : Les blasonnements de cette page sont tous issus de cet ouvrage qui cite également d'autres sources Commentaires : Maison noble à Lecaroz, dont elle prit le nom. |

Famille Lecueder (Vallée du Baztan) :
| Blason | Blasonnement : Échiqueté d'argent et de sable. Note : Les blasonnements de cette page sont tous issus de cet ouvrage qui cite également d'autres sources Commentaires : Maison noble à Elbete qui porte les armes de la vallée. |

Famille Lecumberri (Basse-Navarre) :
| Blason | Blasonnement : D'or à deux sangliers (alias : deux ours) de sable posés en pal. Alias : d'argent à l'arbre de (sinople) et un cheval de... brochant sur le fût de l'arbre ; et une bordure de... chargée de six cœurs de..., 3 et 3. Note : Les blasonnements de cette page sont tous issus de cet ouvrage qui cite également d'autres sources, Commentaires : Maison noble de Gamarthe, en Cize. |

Famille Lecuona (Guipuscoa) :
| Blason | Blasonnement : D'azur à l'aiglette de sable. Note : Les blasonnements de cette page sont tous issus de cet ouvrage qui cite également d'autres sources Commentaires : Maison noble de la vallée d'Oyartzun. Confirmation de noblesse en 1759 et 1794. |

## Leg
Famille Légasse (Bassussary) :
| Blason | Blasonnement : D'azur à la Vierge Marie posée sur un rocher de sinople émergeant d'une onde d'azur, mouvant de la pointe de l'écu, la Vierge surmontée d'une colombe d'argent. Note : Les blasonnements de cette page sont tous issus de cet ouvrage qui cite également d'autres sources. Commentaires : Mgr Christophe Louis Légasse, né à Bassussarry le 25 août 1859, décédé a Périgueux (Dordogne) le 30 juillet 1931. |

Famille Leguia (Irun) :
| Blason | Blasonnement : D'argent à quatre points d'échiquier d'azur, chargés chacun d'une étoile d'or ; à la bordure de gueules chargée de huit flanchis d'or. Note : Les blasonnements de cette page sont tous issus de cet ouvrage qui cite également d'autres sources Commentaires : Ancienne maison noble d'Irun. Certificat de noblesse en 1671 délivré par le juge d'armes Juan de Mendoza. |

## Lei
Famille Leiza (Labourd) :
| Blason | Blasonnement : D'azur à cinq étoiles d'or (alias : d'argent) posées en sautoir, accompagnées en pointe d'une onde d'argent et d'azur chargée d'un poisson d'argent. Note : Les blasonnements de cette page sont tous issus de cet ouvrage qui cite également d'autres sources Commentaires : Famille originaire de Leiza, en Navarre, établie à Sare. |

Famille Leizarazu (Baïgorry) :
| Blason | Blasonnement : parti, au 1 d'azur à trois coquilles d'argent posées en pal ; au 2 d'or à trois fasces de gueules. Note : Les blasonnements de cette page sont tous issus de cet ouvrage qui cite également d'autres sources ; Commentaires : Armes portées par la seconde maison de Leizarazu, seigneurs de la salle de Licerasse, à Saint-Étienne-de-Baïgorry. |

## Lek
Famille Lekeitio (Biscaye) :
| Blason | Blasonnement : De gueules à l'aigle d'or ; à la bordure d'argent chargée de trois flanchis de gueules. Note : Les blasonnements de cette page sont tous issus de cet ouvrage qui cite également d'autres sources Commentaires : Maison noble de la ville de Lekeitio, dont elle prit le nom. |

## Leo
Famille Leoz (Navarre) :
| Blason | Blasonnement : D'or à une bande d'azur. Note : Les blasonnements de cette page sont tous issus de cet ouvrage qui cite également d'autres sources Commentaires : Une maison noble de ce nom existait en cette localité de Navarre. |

## Lep
Famille Lepuzain (Navarre) :
| Blason | Blasonnement : De gueules à trois couteaux endentés d'argent, posés en bande. Note : Les blasonnements de cette page sont tous issus de cet ouvrage qui cite également d'autres sources ; Commentaires : Maison noble de la Vallée de Valdorba, au nord de Tafalla. Le seigneur de Lepuzain, aurait libéré le roi Charles II le Mauvais du château de Alotz, en 1357, d'où les armes. |

## Ler
Famille Lerchundi (Guipuscoa) :
| Blason | Blasonnement : D'argent à une fasce échiquetée de deux tires d'azur et d'or, accompagnée en chef de deux sangliers affrontés de sable. Note : Les blasonnements de cette page sont tous issus de cet ouvrage qui cite également d'autres sources Commentaires : Famille de Aya, établie à Donostia, Zarautz et en Biscaye. |

Famille Lerin (Navarre) :
| Blason | Blasonnement : De gueules aux chaînes de Navarre d'or. Note : Les blasonnements de cette page sont tous issus de cet ouvrage qui cite également d'autres sources Commentaires : Une maison noble de ce nom existait à Arellano, près d'Estella. |

Famille Lerruz (Vallée d'Erro) :
| Blason | Blasonnement : D'argent à la bande de gueules accostée de deux loups passants de sable. Note : Les blasonnements de cette page sont tous issus de cet ouvrage qui cite également d'autres sources Commentaires : Maison noble au lieu de Lerruz, dont elle prit le nom, à Lizoain, au sud de la vallée (est de Pampelune). |

## Les
Famille Lespès de Hureaux (Bayonne) :
| Blason | Blasonnement : D'argent à trois coquilles de sable, 2 et 1 ; écartelé d'azur au léopard d'or. Note : Les blasonnements de cette page sont tous issus de cet ouvrage qui cite également d'autres sources. |

Famille Lesseps (Bayonne) :
| Blason | Blasonnement : D'argent au cep de vigne, terrassé de sinople, fruité de deux grappes de raisin de sable et surmonté d'une étoile d'azur. Note : Les blasonnements de cette page sont tous issus de cet ouvrage qui cite également d'autres sources ; Commentaires : Famille bourgeoise de Bayonne, anoblie en 1777 pour la branche aînée, et illustrée par Ferdinand de Lesseps, créateur du canal de Suez. |

## Ley
Famille Leyun (Val d'Erro) :
| Blason | Blasonnement : D'argent à deux pots de fleurs d'or, les contours de sable, posés l'un sur l'autre. Note : Les blasonnements de cette page sont tous issus de cet ouvrage qui cite également d'autres sources Commentaires : Maison noble de Leyun, dont elle prit le nom, à Lizoain, à l'est de Pampelune. |

## Lez
Famille Lezaun (Navarre) :
| Blason | Blasonnement : De gueules à la croix patriarcale d'argent, entourée de cette légende : Ave Gratia Plena Dominus Tecum ; parti d'or à l'arbre de sinople, et un ours au naturel appuyé contre le tronc. Note : Les blasonnements de cette page sont tous issus de cet ouvrage qui cite également d'autres sources. Commentaires : Maison noble de ce lieu, dont elle prit le nom. |

Famille Lezo (Guipuscoa) :
| Blason | Blasonnement : D'or à trois pins de sinople accompagnés de trois feuilles de peuplier et en pointe d'une onde. Alias : écartelé, aux 1 et 4 de gueules à une étoile d'or ; aux 2 et 3 d'or au loup passant de sable. Note : Les blasonnements de cette page sont tous issus de cet ouvrage qui cite également d'autres sources Commentaires : Maison noble à Lezo, près de Saint-Sébastien, dont elle prit le nom. |